# Adenanthera pavonina
'Adenanthera pavonina' é uma árvore de até 15 metros, da família das leguminosas, subfamília mimosoideae, popularmente chamada de olho-de-pavão, dragoon's eye , carolina, segavé, tento-carolina e false-sandalwood. Também é conhecida por manjelim, manto-de-sangue, aryanwood . Tem folhas bipinadas, 3-6 pares de pina, alternas; foliólulos alternos, oblongos ou ovadas, flores pequenas amarelo-pálidas, favas estreitas e falcadas e sementes vermelhas, muito duras e lustrosas. 
Adenanthera pavonina é originária do sudeste da Ásia, é naturalizada no Brasil, e especialmente cultivada para a exploração da madeira e propriedades medicinais das folhas, casca e sementes(Pandhare RB et al., 2012). É utilizada em reflorestamentos e como planta ornamental e forrageira (CORRÊA, 1978; AKKASAENG, 1989). No Brasil, foi introduzida há muitos anos e encontra-se bastante adaptada e largamente distribuída em todos os estados (CORRÊA, 1978).

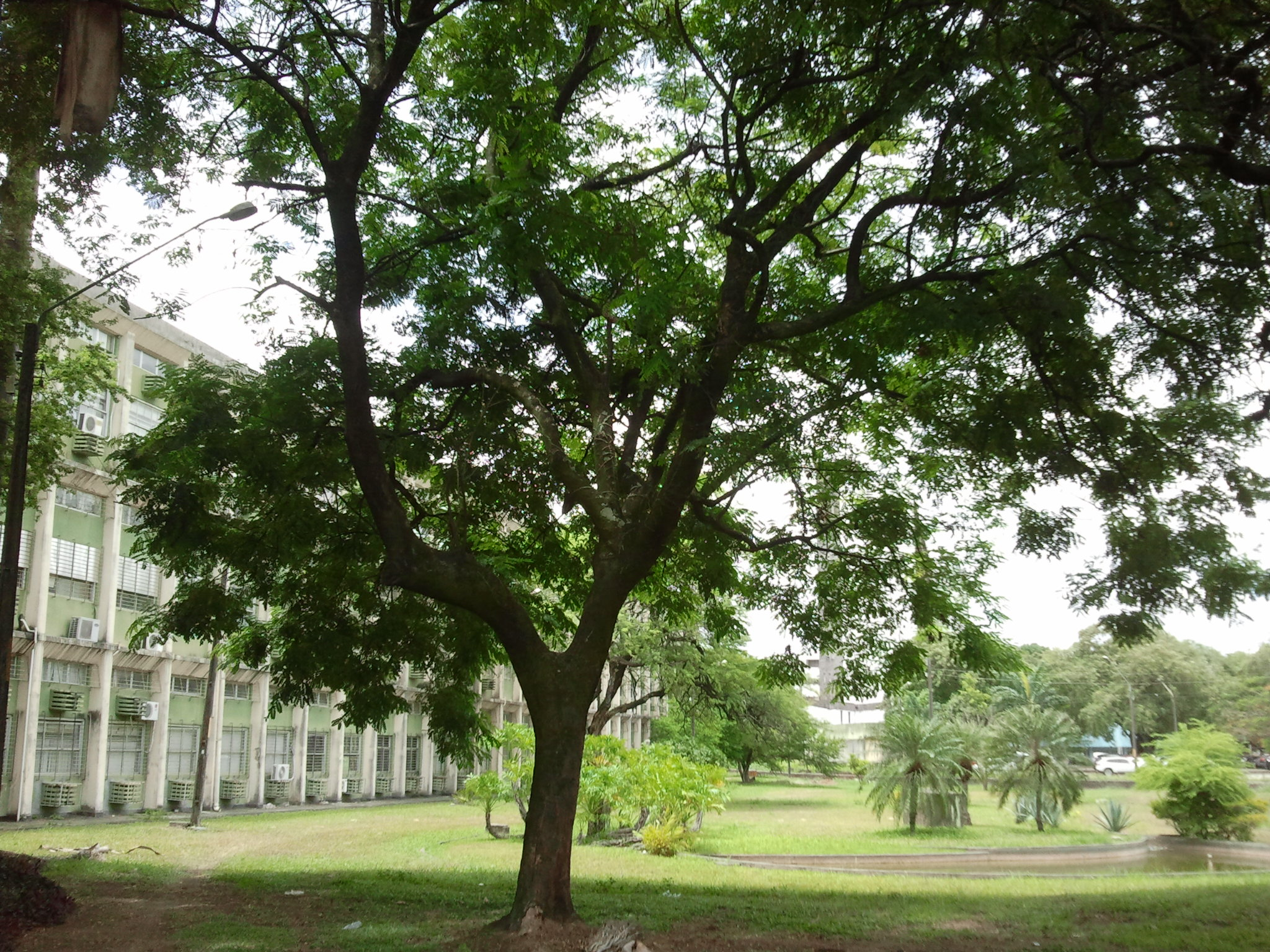
Adenanthera pavonina.
Imagem de árvore madura, território da Universidade Federal de Pernambuco

.